# Mary Jane’s Last Dance
«Mary Jane’s Last Dance» (с англ. — «Последний танец Мэри Джейн») — песня, написанная Томом Петти и записанная американской рок-группой Tom Petty and the Heartbreakers. Она была записана во время создания альбома Wildflowers, продюсерами выступили Рик Рубин, гитарист Майк Кэмпбелл и Петти. Эти сессии оказались последними, в которых участвовал барабанщик Стэн Линч до его ухода в 1994 году. Эта песня была впервые выпущена в составе альбома Greatest Hits в 1993 году. Она поднялась до 14 места в Billboard Hot 100, став первым хитом Петти в топ-20 1990-х годов, а также на две недели возглавила чарт Billboard Album Rock Tracks. На международном уровне песня достигла 2 места в Португалии, 5 места в Канаде и 7 места в Исландии. В музыкальном видео снялась Ким Бейсингер.
В 1994 году клип получил награду MTV Video Music Award за лучшее мужское видео.

## История
Отвечая на вопрос, была ли песня о наркотиках, гитарист Heartbreaker Майк Кэмпбелл сказал: «В куплете все ещё идёт речь о девушке из Индианы в ночь в Индиане, но когда дело дошло до припева, у него хватило ума придать ему более глубокий смысл. Я считаю, что она может быть такой, какой вы хотите её видеть. Многие считают, что это отсылка к наркотикам, и если вы хотите так думать, то вполне возможно, что так оно и есть, но это может быть и просто прощальная песня о любви». В оставшейся части интервью Кэмпбелл рассказал, что изначально песня называлась «Indiana Girl», а первый припев начинался так: «Эй, девочка из Индианы, выйди и найди мир». Он добавил, что Петти «просто не смог спеть о „Эй, девушка из Индианы“», поэтому через неделю он изменил припев.

## Отзывы
Алан Джонс из журнала Music Week поставил песне три балла из пяти, написав: «Похожая на Боба Дилана подача, соло на губной гармошке и некоторые гармонии Beatles — все это здесь присутствует и правильно. Еще один хит Топ-40 для Петти».

## Музыкальное видео
В клипе на песню Петти играет роль ассистента морга, который забирает домой красивую мёртвую женщину (в исполнении Ким Бейсингер). Затем он ведёт себя так, как будто она живая, ставит её перед телевизором, затем одевает её как невесту, усаживает за обеденный стол и танцует с ней. Сцена в клипе, где мёртвая женщина в свадебном платье стоит в комнате, полной восковых свечей, во многом основана на отрывке из романа Чарльза Диккенса «Большие надежды» (1861). Сюжет также имеет сходство с рассказом Чарльза Буковски 1970 года «Совокупляющаяся русалка из Венис, Калифорния», который уже вдохновил бельгийский фильм 1987 года «Сумасшедшая любовь» и французский фильм 1991 года «Холодная луна».
Позже Петти показывает, как несёт её на скалистый берег (сцена снималась в государственном парке Лео Каррильо в Калифорнии) и осторожно отпускает в море. В конце видео женщина всплывает на поверхность и открывает глаза.
Я сказал: «Она должна выглядеть очень хорошо, иначе зачем ему держать её рядом после смерти?» Я подумал: «Ким Бейсингер была бы хороша. Я бы, наверное, оставил её на день или два, посмотрим, согласится ли она». Можно пошутить на эту тему, но для того, чтобы быть мёртвым, нужно немного пошутить. Это нелегко.
Том Петти о том, почему он решил, что Ким Бейсингер будет хорошим выбором для трупа
Это была одна из самых крутых вещей, которые я когда-либо делала в своей жизни. Это была классика, не так ли? Она была куклой, и он был таким милым и попросил меня сделать это, и мы оба очень застенчивы, поэтому мы просто сказали друг другу три слова за все время. Я никогда не забуду, каким тяжёлым было это платье! И я должна была быть мёртвой все это время. Знаете, это действительно одна из самых трудных вещей, которые я когда-либо делала в своей жизни, потому что я должна была быть совершенно невесомой, чтобы оказаться в его объятиях так, как я была. Фильм получил все награды, и дети обожают его даже сегодня!
Ким Бейсингер
Я снялась в клипе «Mary Jane’s Last Dance» («Последний танец Мэри Джейн») [в 1993 году] по одной причине: Том Петти. Мне даже не было важно, о чем он, - я просто была потрясена, когда он позвонил. Потом я услышала музыку и так влюбилась в песню. Режиссёр [Кейр Макфарлейн] был грубоватым парнем; это было что-то вроде «его путь или шоссе». А Том всегда казался мне невероятно чувствительным и как бы на заднем плане. Он был очень скромным и очень застенчивым. Я не самый общительный человек в мире, и я подумала: «Я застенчива, он застенчив». Но по мере того, как разворачивалась история и режиссёр продолжал говорить: «Слушай, ты должна действительно сыграть мертвеца - всем своим весом», - мы так смеялись. Иногда я просто не могла сдержаться! У Тома было отличное чувство юмора. Помню, как в тот день я вышла из бассейна и была так рада, что все закончилось, но так гордилась тем, что работала с ним».
Ким Бейсингер
Клип получил награду MTV Video Music Award за лучшее мужское видео в 1994 году.

## Вариант Snoop Dogg (2025)
20 апреля 2025 года Snoop Dogg показал клип своего варианта песни с изменённым и дополнительным рэп-тексом «Last Dance with Mary Jane» и сэмплируя «Mary Jane’s Last Dance». Режиссёр клипа Дэйв Мейерс. Снуп в «Последнем танце с Мэри Джейн» (одно из разговорных названий марихуаны) во время своего сказочного анимационного путешествия встречает покойных Тома Петти, Боба Марли, Тупака Шакура в аду… и других. В записи приняли участие музыканты Доктор Дре и Jelly Roll. Песня вошла в альбом Missionary Снуп Догга, вышедший 13 декабря 2024 года.

## Чарты
| Чарт (1993—1994)                    | Высшая позиция |
| ----------------------------------- | -------------- |
| Канада (RPM Top Singles)            | 5              |
| Европа (Eurochart Hot 100)          | 59             |
| Германия (GfK)                      | 63             |
| Исландия (Íslenski Listinn Topp 40) | 7              |
| Нидерланды (Dutch Top 40)           | 35             |
| Нидерланды (Single Top 100)         | 26             |
| Португалия (AFP)                    | 2              |
| Великобритания (OCC UK Singles)     | 52             |
| США (Billboard Hot 100)             | 14             |
| США (Billboard Mainstream Rock)     | 1              |
| США (Billboard Pop Airplay)         | 5              |
| США (Cash Box Top 100)              | 14             |

| Чарт (2017)                                  | Высшая позиция |
| -------------------------------------------- | -------------- |
| США (Billboard Hot Rock & Alternative Songs) | 6              |

| Чарт (1994)                        | Позиция |
| ---------------------------------- | ------- |
| Канада (Top Singles, RPM)          | 55      |
| США (Billboard Hot 100)            | 77      |
| США (Album Rock Tracks, Billboard) | 14      |

| Чарт (2017)                     | Позиция |
| ------------------------------- | ------- |
| США (Hot Rock Songs, Billboard) | 78      |